# Сікуаньшань
Сікуаньшань (Сігуаньшань) — найбільше у світі телетермальне родовище стибію. Знаходиться в китайській провінції Хунань.

## Характеристика
Належить до субузгодженого геолого-промислового типу. Приурочене до північної околиці Цзянсі-Хунаньського осадового басейну, складеного в основному карбонатними породами верхнього девону — нижнього карбону. Родовище являє собою складну сукупність жил антимоніту, які перетинають в різних напрямах 50-метровий рудний пласт тріщинуватих і брекчієвих кварцитовидних апокарбонатних порід — джаспероїдів, поширених на площі 20 км². Більш пластичні і менше за трещінуваті сланці, що перекривають цей горизонт, служили екраном для рудоносних розчинів. Рудні жили короткі, зазвичай не перевищують 5 м за простяганням і падінням, потужність їх становить, як правило, 10-15 см, рідко 75 см.
Жильні мінерали: кварц, антимоніт, незначна кількість піриту, арсенопіриту, кіноварі. Максимальні концентрації рудної речовини приурочені до вільних частин куполовидних складок. У одній з подібних структур було відпрацьоване гніздо майже чистого антимоніту об'ємом близько 13 тис. м³, що містило до 40 тис. т металевої сурми. Середній вміст стибію в рудах — 6 %.

## Технологія розробки
Верхня частина родовища розробляється кар'єром, нижня — шахтами. Річний видобуток у перерахунку на метал — до 25 тис. т.